# Mibora minima
Mibora minima é uma espécie de planta com flor pertencente à família Poaceae. 
A autoridade científica da espécie é (L.) Desv., tendo sido publicada em Observations sur les Plantes des Environs d'Angers 45. 1818.

## Portugal
Trata-se de uma espécie presente no território português, nomeadamente em Portugal Continental.
Em termos de naturalidade é nativa da região atrás indicada.

## Protecção
Não se encontra protegida por legislação portuguesa ou da Comunidade Europeia.